# Troskampanjen

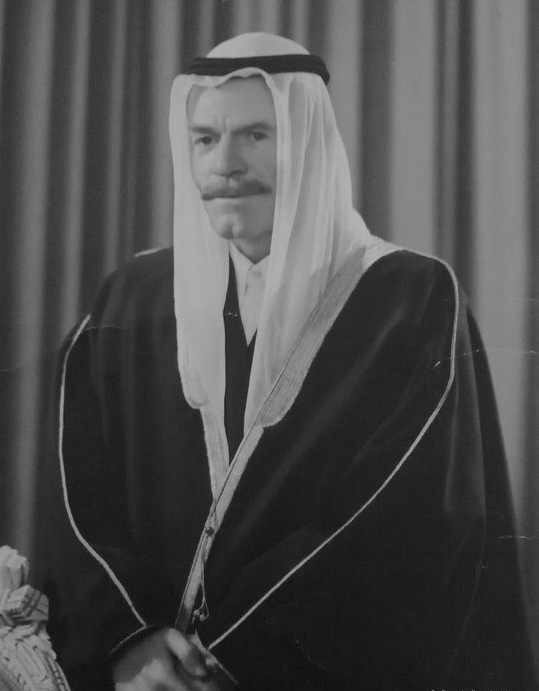
Izzat al-Douri, ledare för troskampanjen.

Takbiren hade lagts till Iraks flagga under Gulfkriget 1991, delvis för att stärka den irakiska regeringens islamiska trovärdighet.

Troskampanjen (al-Hamlah al-Imaniyah) var en statlig kampanj som genomfördes av regeringspartiet Baathpartiet i Irak, med början år 1993, för att styra den nationella politiken i en mer socialt konservativ och öppet islamistisk riktning. Baathpartiet var ursprungligen ett arabnationalistiskt och socialistiskt parti, som sökte storheten i arabvärlden före islam. Ändringen inleddes under Iran–Irak-kriget på 1980-talet och Takbiren, det vill säga texten "Gud är stor, adderades till Iraks flagga under Gulfkriget 1991.
Kampanjen inriktade sig på salafistisk islam som en motpol till sunnitisk islam till vilken Muslimska brödraskapet traditionellt räknat sig. Regeringen såg Muslimska brödraskapet och sunniterna som en konkurrent till makten i Irak. Kampanjen involverade en mängd olika politikområden, där större friheter som beviljades islamistiska grupper, större resurser lades på religiösa program, användningen av islamiska bestraffningar ökades och en mer större tonvikt lades på islam i alla sektorer i det irakiska samhällslivet. Icke muslimska grupper såsom kristna, yazider och mandeér förtrycktes under 90-talet; eftersom de ansågs vara icketroende (kuffar) och ”orena” (najis). De anklagades även för att ligga bakom Iraks sociala och ekonomiska problem. Många kristna och mandeiska butiker utsattes för skadegörelse, rån och konfiskerades även av Saddam Husseins anhängare. En del landsförvisades, de flesta flydde till Europa och USA, särskilt Sverige.
Kampanjen genomfördes under överseende av Izzat Ibrahim al-Douri, som sedermera blev Saddam Husseins efterträdare som ledare för Baath-partiet. Douri använde kampanjen för att marknadsföra sin Naqshbandi Sufi-orden, som senare bildade kärnan till den militanta grenen av Naqshbandi.